# Staroutkinsk
Staroutkinsk (in russo Староуткинск?) è un insediamento di tipo urbano dell'oblast' di Sverdlovsk, in Russia; è il centro amministrativo del circondario urbano di Staroutkinsk (городско́й о́круг Староу́ткинск) e si trova all'interno del distretto Šalinskij. 
Si trova sul versante occidentale degli Urali centrali, su entrambe le rive del fiume Čusovaja, 89 km a ovest-nord-ovest di Ekaterinburg.